# Říkov
Říkov (v letech 1850–1869 a v letech 1921–1990 Řikov, německy Rikow) je obec v okrese Náchod v Královéhradeckém kraji. Žije zde 248 obyvatel. Katastrální území obce má rozlohu 247 hektarů.
Ve vzdálenosti osm kilometrů jihozápadně leží město Jaroměř, deset kilometrů východně město Nové Město nad Metují, jedenáct kilometrů východně město Náchod a dvanáct kilometrů severovýchodně město Červený Kostelec.

## Historie
První písemná zmínka o obci pochází z roku 1366.

## Obyvatelstvo
| Rok            | 1869 | 1880 | 1890 | 1900 | 1910 | 1921 | 1930 | 1950 | 1961 | 1970 | 1980 | 1991 | 2001 | 2011 | 2021 |
| -------------- | ---- | ---- | ---- | ---- | ---- | ---- | ---- | ---- | ---- | ---- | ---- | ---- | ---- | ---- | ---- |
| Počet obyvatel | 351  | 353  | 330  | 308  | 302  | 274  | 264  | 232  | 216  | 207  | 171  | 153  | 173  | 190  | 224  |
| Počet domů     | 55   | 55   | 54   | 56   | 61   | 61   | 66   | 69   | 65   | 63   | 57   | 66   | 66   | 73   | 89   |

## Obecní správa
Mezi lety 1850–1960 Říkov byla obcí v okrese Dvůr Králové (1850–1869), poté v okrese Nové Město nad Metují (1880–1890), poté v okrese Náchod (1900–1930) a později v okrese Jaroměř. Od 1. ledna 1961 do 31. prosince 1992 patřil jako část města k České Skalici a od 1. ledna 1993 je opět samostatnou obcí.

### Obecní symboly
Znak a vlajka byly obci uděleny rozhodnutím předsedy Poslanecké sněmovny Parlamentu České republiky dne 27. května 2008.

## Pamětihodnosti
- Kaple svatých Andělů Strážných